# 스즈키 겐타로
스즈키 겐타로(일본어: 鈴木 健太郎, 1980년 6월 2일~)는 일본의 축구 선수이다.

## 구단 경력
1999년 J1리그의 벨마레 히라쓰카(쇼난 벨마레)에 입단했다. 1999년후 J2리그에 강등했다. 2001년부터 2002년까지 J2리그의 몬테디오 야마가타에서 뛰었다. 몬테디오 야마가타에서 77경기에 출전하여, 1득점을 넣었다. 2003년 J1리그의 도쿄 베르디로 이적했다. 2003년 7월 J2리그의 알비렉스 니가타로 이적했다. 2003년 J2리그 우승으로 J1리그로 승격했다. 2007년 방포레 고후로 이적했다. 2007년후 현역 은퇴.